# زهرة الدم المشوهة
زهرة الدم المشوهة (الاسم العلمي: Haemanthus deformis) هي نوع من النباتات تتبع جنس زهرة الدم من فصيلة النرجسية.